# بیمارستان ملی
بیمارستان ملی (به لاتین: 's Lands Hospitaal) یک بیمارستان در سورینام است که در پاراماریبو واقع شده‌است.